# Takashi Murakami
Takashi Murakami (村上 隆 , Murakami Takashi) (født 1962 i Tokyo) er en japansk popkunstner, som laver såvel malerier, skulpturer og grafik som digital kunst. Han udvisker grænserne mellem finkultur og lavkultur. Han tager populære fænomener fra massemedierne og popkulturen og laver kæmpeskulpturer af dem eller malerier i hans sin stil, kaldet “superflat”.

## Liv og karriere
Murakami er uddannet ved Tokyo National University of Fine Arts and Music, hvor han startede med at studere traditionel japansk kunst. Han tog en doktorgrad i Nihonga, som er en blanding af vestlige og orientalske stilarter siden slutningen af 1800-tallet. Ikke desto mindre blev Murakami træt af Nihonga på grund af populariteten af anime og manga, som er to japanske stilarter inden for animation og grafiske tegneseriefortællinger. Han blev betaget af otaku-kulturen, som han oplevede som et bedre udtryk for det moderne japanske liv.
Dette førte til stilen Superflat, som Murakami regnes for grundlæggeren af. Murakami har skrevet, at han forsøger at repræsentere Poku-kulturen fordi han forventer at animation og otaku kan skabe en ny kultur. Denne nye kultur er en foryngelse af den japanske samtidskunst. I interviews har Murakami udtrykt frustration over dels manglen på et pålideligt og bæredygtigt kunstmarked i Japan i efterkrigstiden, og dels det at japansk kunst i den periode har haft lav status. Hans første reaktion var at fremstille kunst i atypiske medier. Senere besluttede han at fokusere på kunstmarkedets bæredygtighed og promovere sig selv i vesten. Dette markerer dannelsen af KaiKai Kiki, LLC.
I 2008 kom Takashi Murakami på Time Magazines liste "100 Most Influential People", som den eneste visuelle kunstner.

## Kunstnerisk produktion
Murakamis stil, Superflat, er karakteriseret ved farveflader og grafiske billeder inspireret af anime og manga. Superflat er en kunstnerisk stil som kan ses som en kommentar til otaku livsstil og subkultur, såvel som forbrugerisme og seksuel fetichisme.
Ligesom Andy Warhol, tager Murakami lavkultur og putter det i ny emballage og sælger det for højeste bud i markedet for ”højkultur”-kunst. Murakami gør også – igen ligesom Warhol – sine nyindpakkede lavkultur-værker tilgængelige for andre markeder gennem malerier, skulpturer, videoer, t-shirts, nøgleringe, musemåtter mm. Det svarer til, hvad Claes Oldenburg gjorde, da han solgte sine egne lavkultur-værker som finkultur-værker i sin egen butik i 1960’erne. Murakami adskiller sig herfra ved sin produktionsmetode, og hans værker findes ikke blot i én butik, men i mange, lige fra legetøjsforretninger til slikbutikker og i det franske designhus Louis Vuitton. Murakamis stil kan ses som en blanding af hans vestlige forgængere såsom Andy Warhol, Claes Oldenberg og Roy Lichtenstein, såvel som japanske forgængere og samtidskunstnere fra anime og manga. Han har formået at markedsføre sig selv i vesten og i Japan gennem kunstnersammenslutningen Kaikai Kiki og kunstfestivallen GEISAI, som begge er grundlagt af Murakami.